# Famille von Seherr-Thoß
La famille von Seherr-Thoß est une ancienne famille noble silésienne.

## Histoire
La famille apparaît pour la première fois dans un document le 27 mai 1388 avec les frères Nicolaus et Johannes appelés Zerin. L'orthographe du nom change entre Ser, Seer, Serer, Sehren, Seryn, Zerin, Seher, Sehr, Seherr, plus tard Seherr et Thoß, Seherr von Thoß et Seherr- Thoß. Il existe également la graphie Scherr-Thoß.
Le double nom est adopté après le prénom qui figure dans un document avec Tosse Zerin à Groß-Glogau en 1440 par les frères Hans u. Nicol Seren, appelés Tassen, à Nisticz le 25 septembre 1546, sous cette forme dans les documents, en omettant parfois le nom de famille

### Statuts de noblesse
- Ancienne noblesse de Bohême, Vienne 10 décembre 1721, pour Johann Christoph von Seherr und Thoß auf Tannhausen (pl) et son cousin Carl Ferdinand von Seherr und Thoß auf Domanze.
- Barons de Bohême, Vienne 2 avril 1734, pour les frères Heinrich Leopold auf Heintzendorf, Christoph Ernst auf Olbersdorf, arrondissement de Reichenbach, Carl Conrad auf Rietschütz, Johann Georg auf Polach et Joseph Ferdinand Seherr von Thoß.
- Comtes prussiens, Berlin 2 septembre 1775, pour Heinrich Leopold Freiherr von Seherr-Thoß auf Teigelsdorf, Dobrau, etc.
- Comtes prussiens (Primogéniture, lié à la propriété de Hohenfriedeberg, arrondissement de Bolkenhain), Berlin 15 décembre 1840, pour Friedrich baron von Seherr et Thoß auf Hohenfriedeberg, administrateur royal prussien de l'arrondissement de Bolkenhain.
- Approbation prussienne de l'orthographe uniforme de Seherr-Thoß par A.KO., Venise (à bord du SM Yacht "Hohenzollern") 24 mars 1914[4].

## Possessions

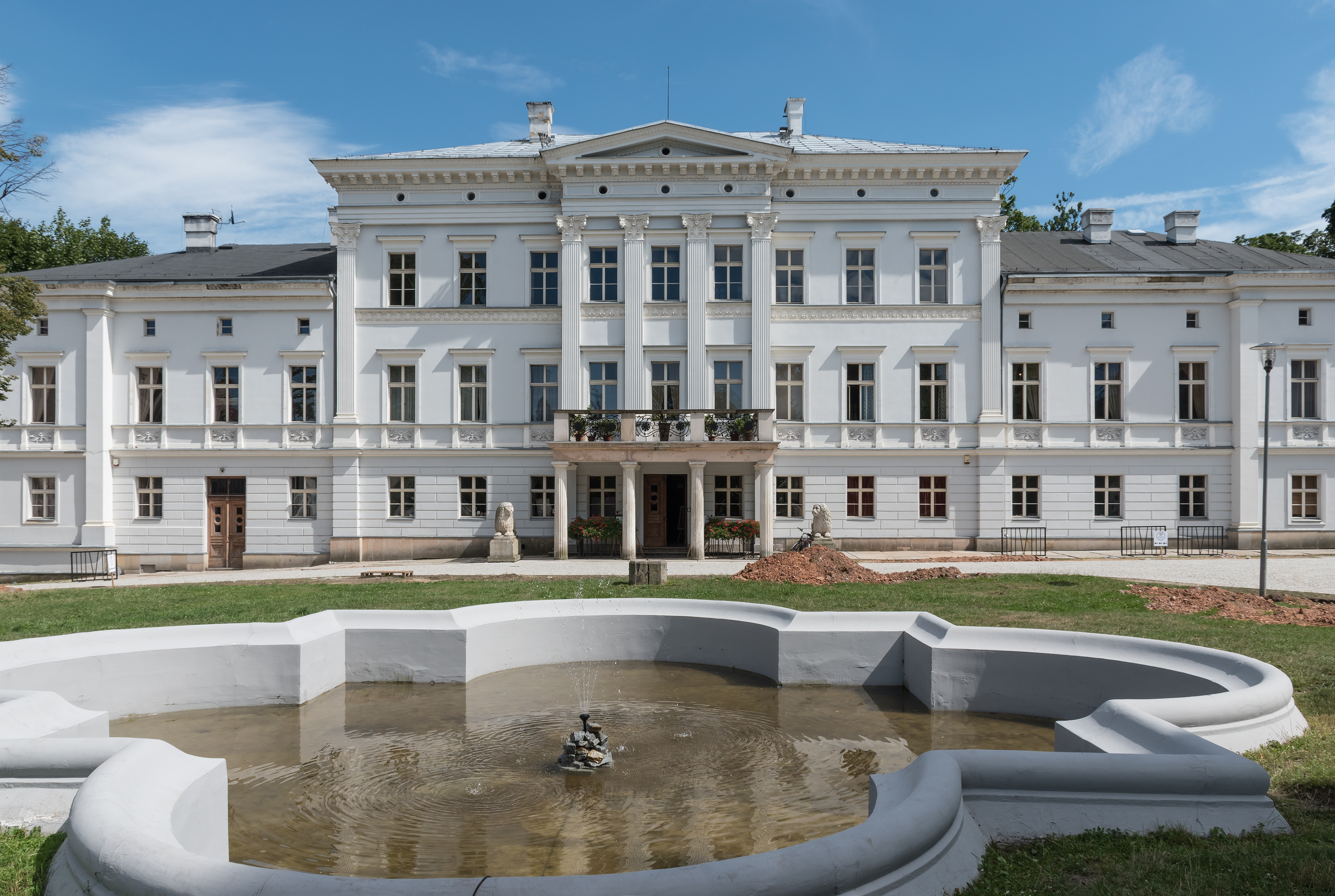
Château de Tannhausen (de), Basse-Silésie
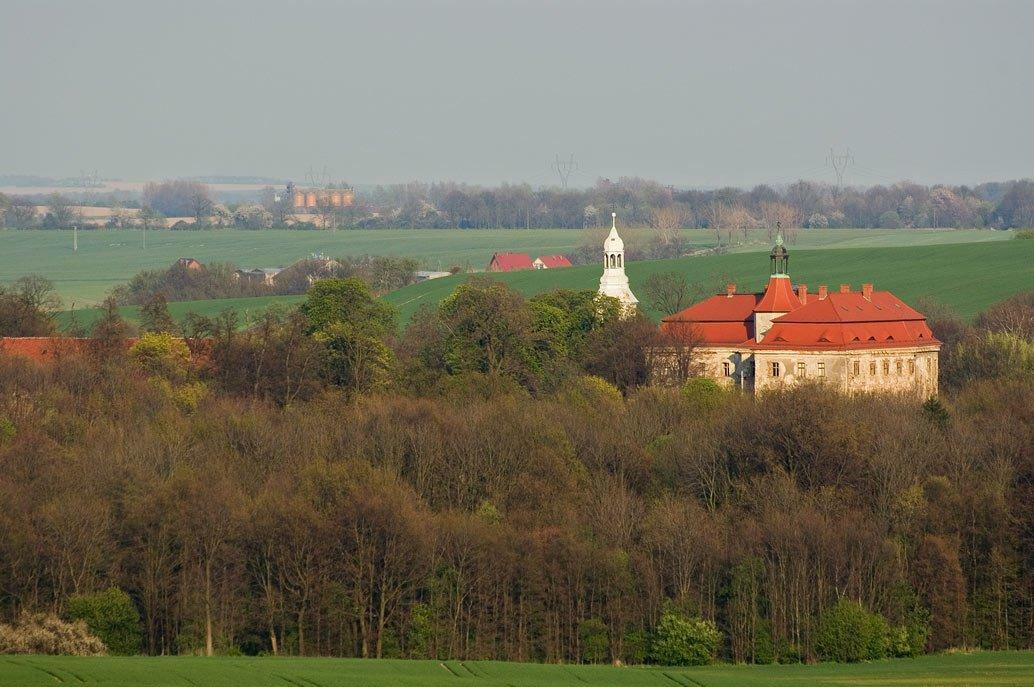
Château de Domanze (de), Basse-Silésie
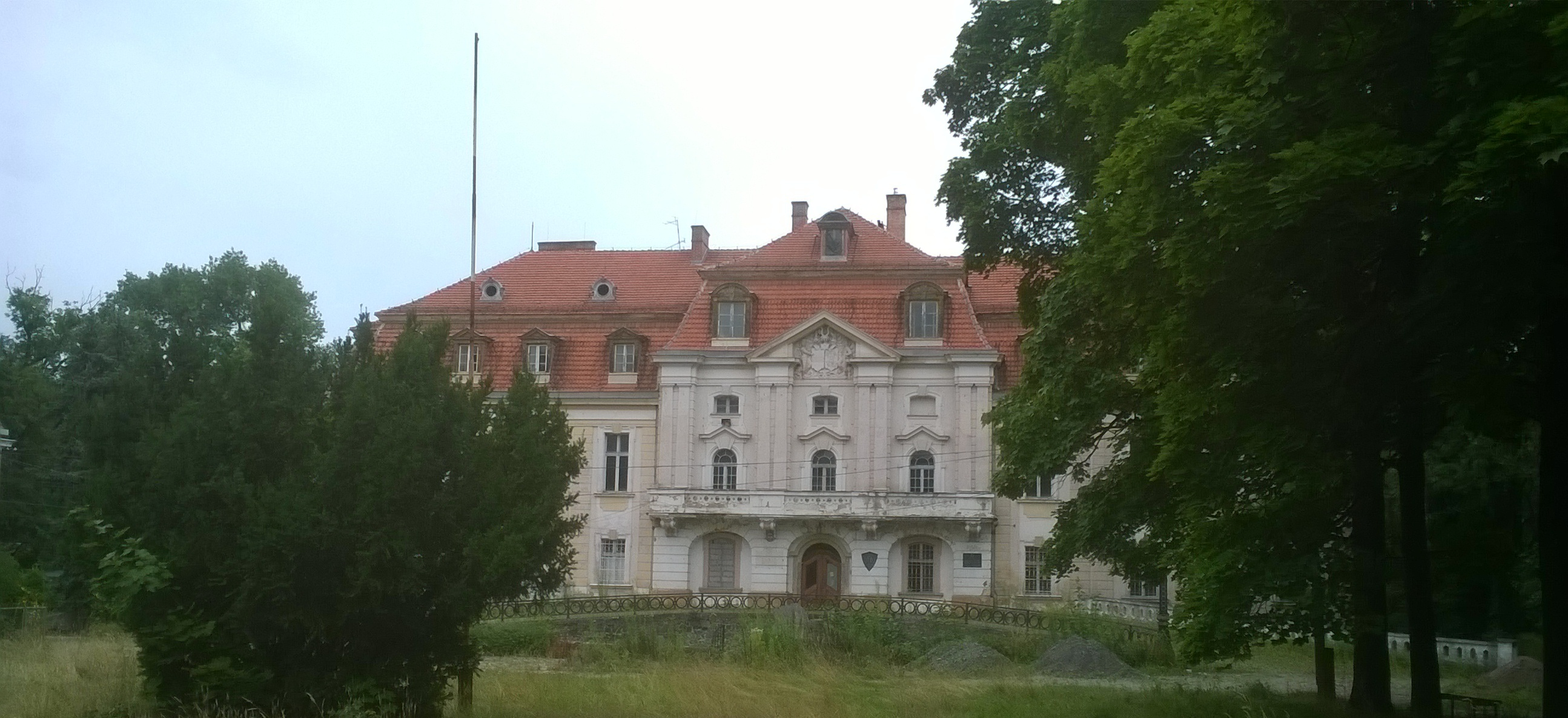
Château d'Olbersdorf (pl), Basse-Silésie
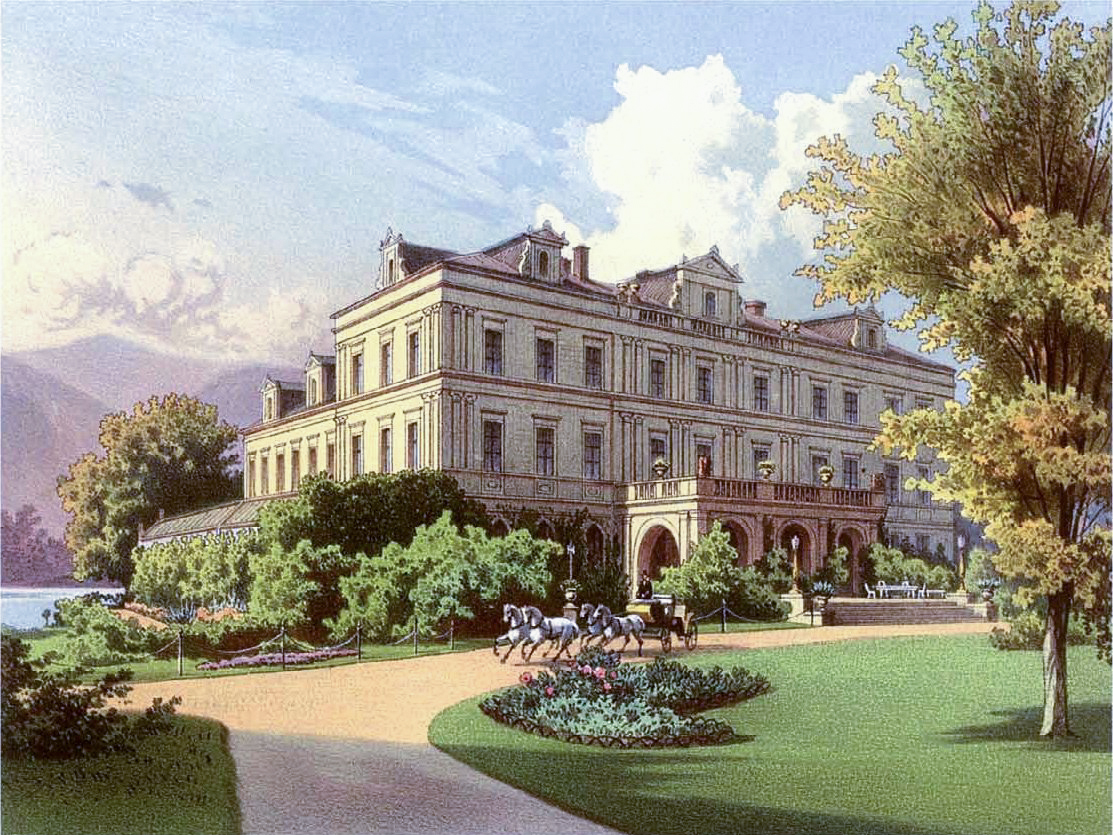
Château de Weigelsdorf (pl), Basse-Silésie
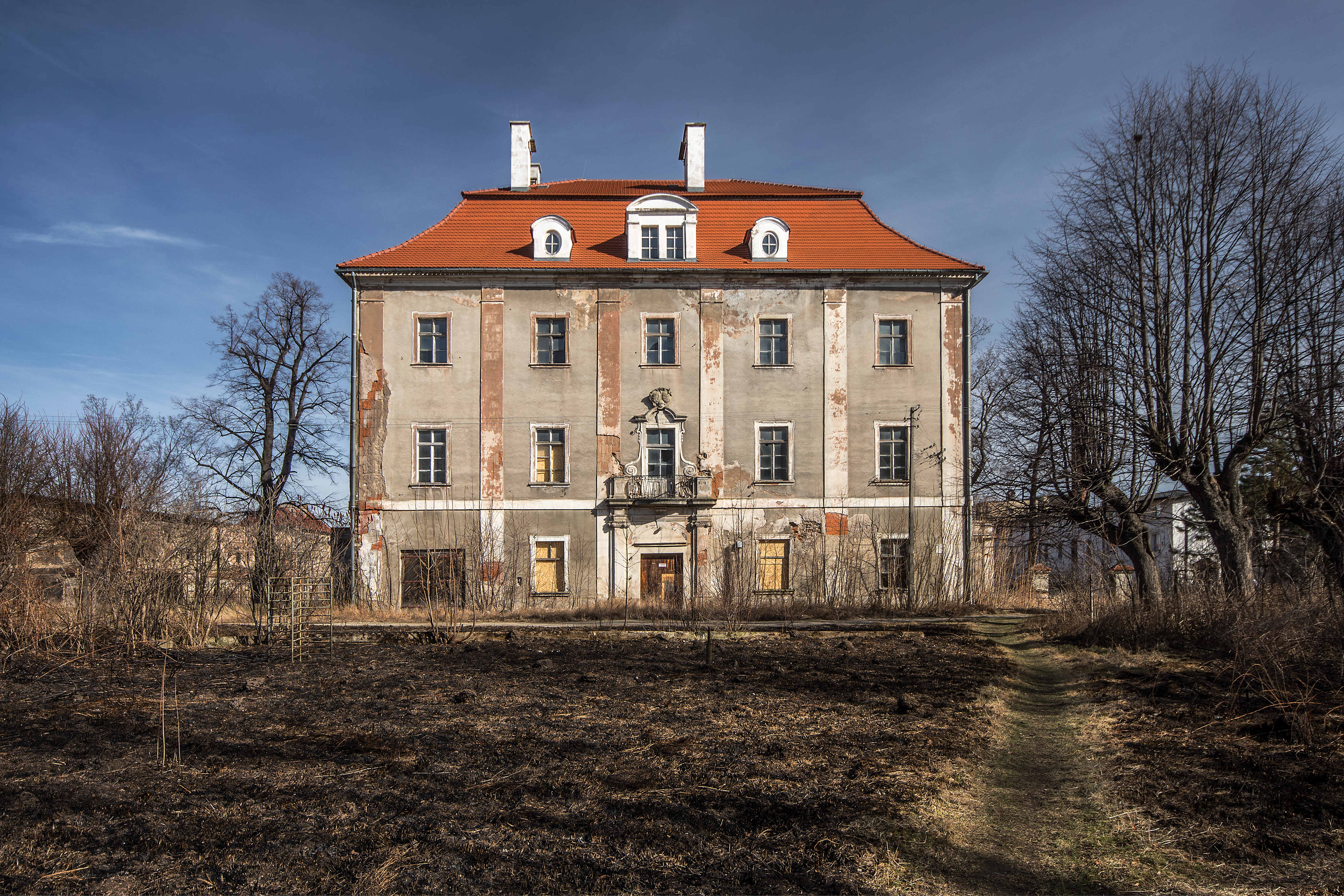
Château d'Hohenfriedeberg (de), Basse-Silésie
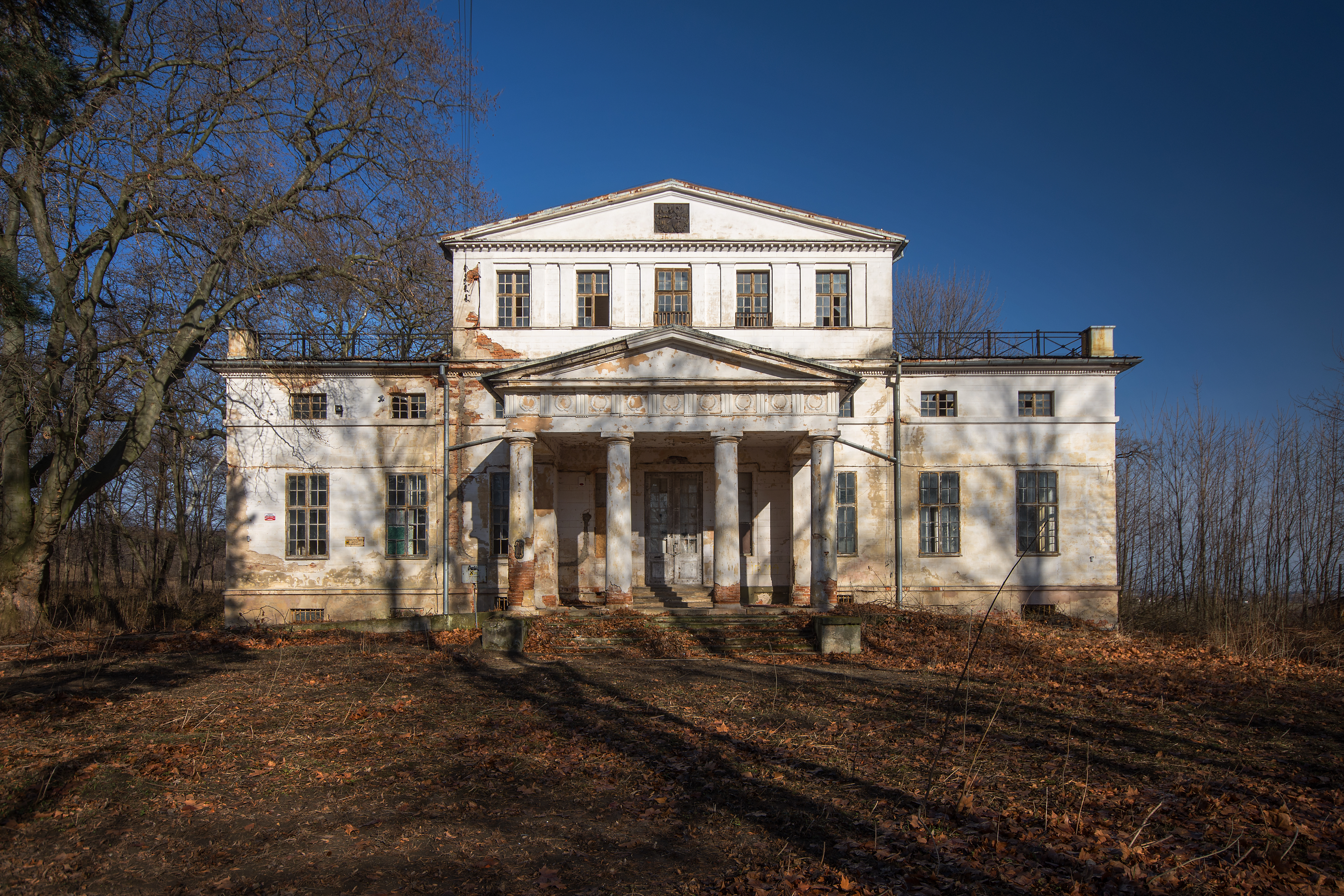
Château de Simsdorf (de) près d'Hohenfriedeberg, Basse-Silésie
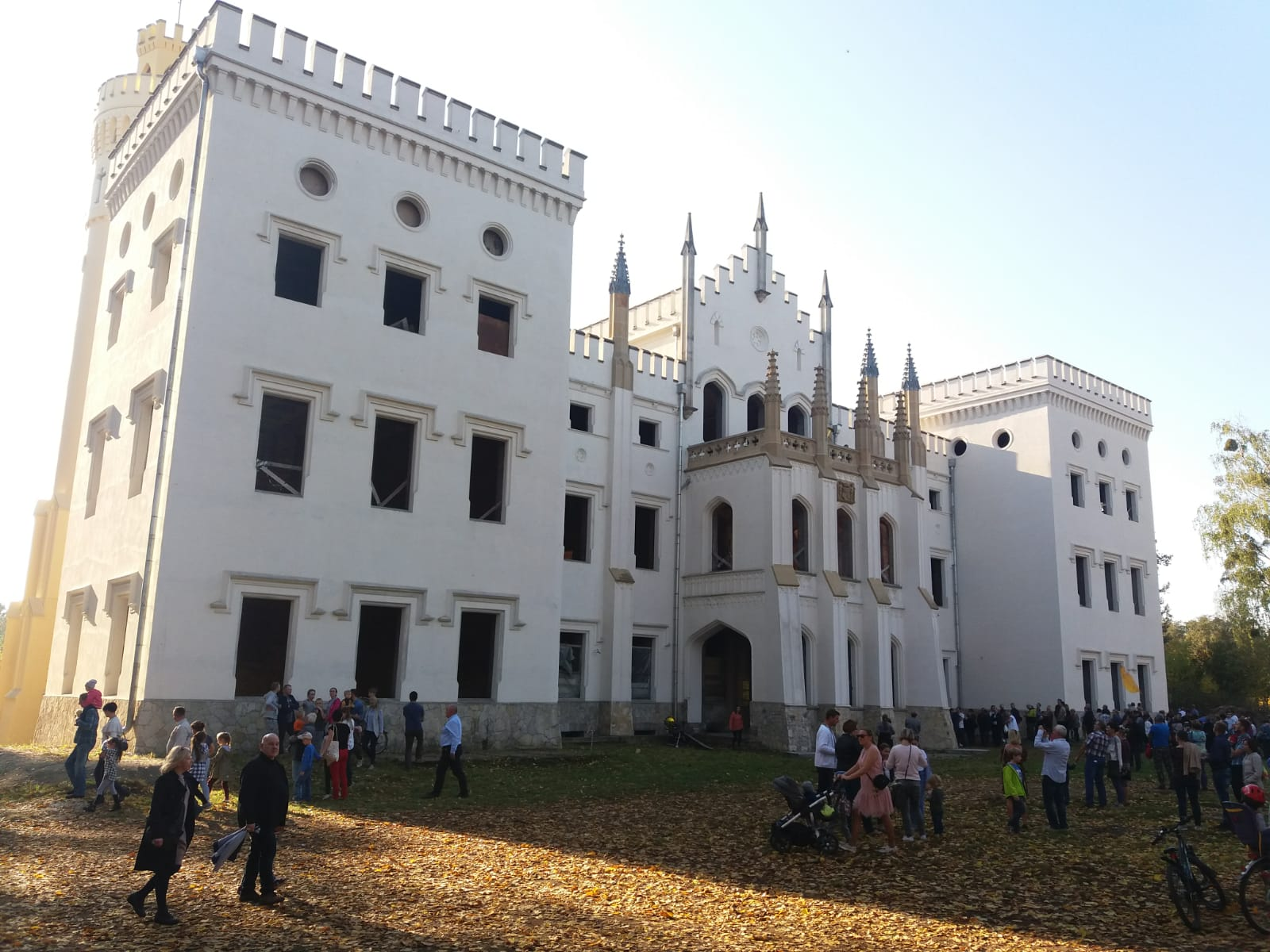
Château de Dobrau (de), Haute-Silésie

Il existe une association familiale fondée à Breslau le 20 septembre 1883.

## Blason

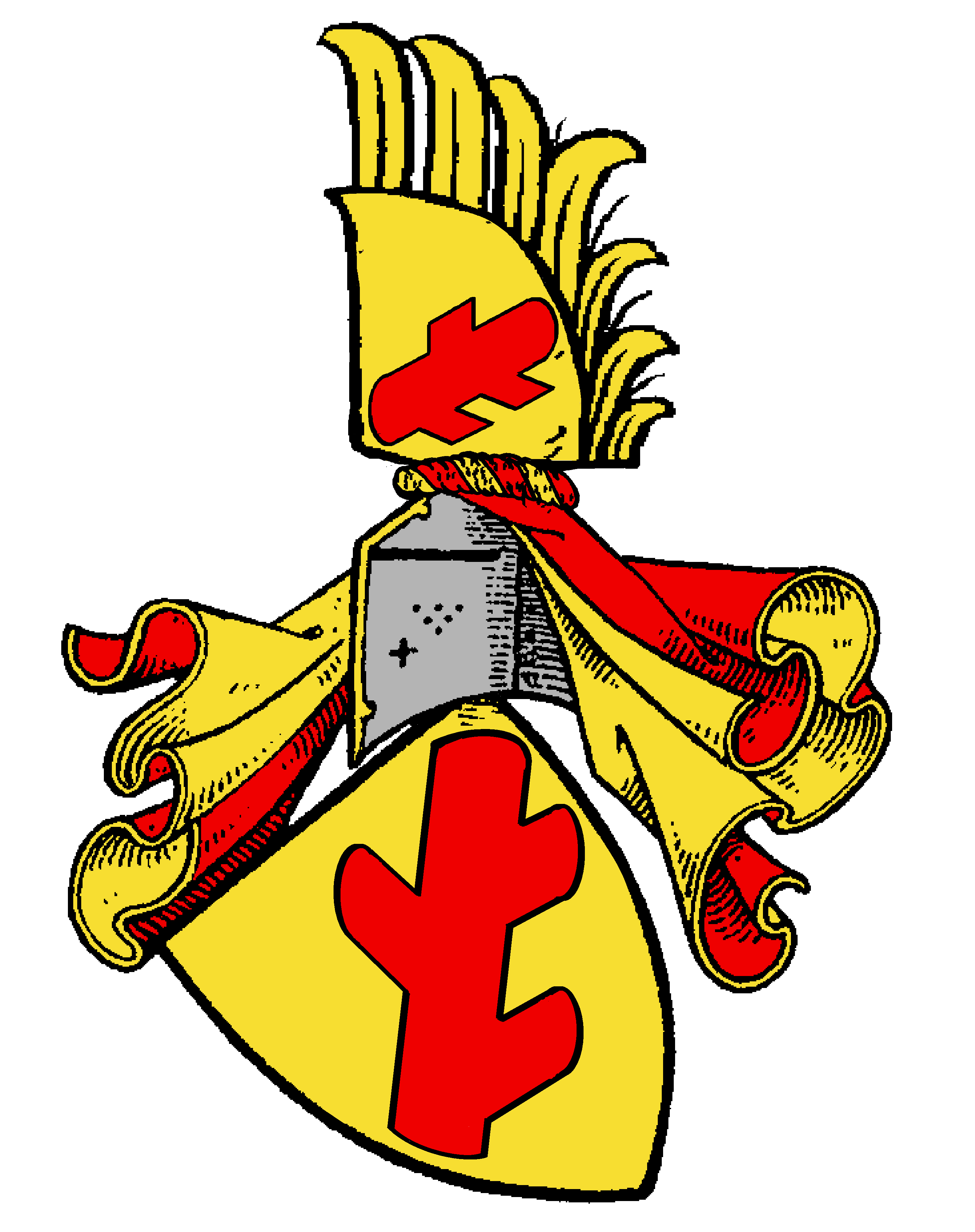
Armoiries familiales frd von Seherr-Thoß (anciennement également Seherr von Thoß)

Les armoiries de la famille appartient à la communauté polonaise des armoiries Ostrzew et représentent en or en diagonale à gauche un tronc d'arbre (de) rouge à trois branches tronquées. Sur le casque avec des lambrequins rouges et or un vol désigné comme l'écu.
Les armoiries baronniales (1721, 1734) sont écartelés, 1 et 4 en rouge avec un vol doré pointant vers l'intérieur vers les Saxons, 2 et 3 comme les armoiries familiales. Deux casques avec des lambrequins rouges et or, sur chaque casque un vol doré, la droite avec une diagonale gauche, la gauche avec un tronc d'arbre rouge diagonal droit avec deux branches tronquées sur les côtés extérieurs et une sur les côtés intérieurs.
Les armoiries du comte (1775) sont également écartelées, 1 et 4 en argent, un aigle noir de Prusse couronné avec sceptre et orbe, 2 et 3 en rouge, en diagonale à gauche, un tronc d'arbre doré à trois branches tronquées (armoiries de la famille). Trois casques avec lambrequins rouge et or, sur les deux extérieurs chacun un vol désigné comme dans les champs 2 et 3, sur celui du milieu l'aigle noir prussien. En tant que porteurs de boucliers, deux hommes sauvages regardant vers l'intérieur avec des couronnes vertes autour de la tête et des reins, s'appuyant de la droite ou de la gauche sur une massue (de), tiennent le bouclier.
Les armoiries du comte (1840) sont écartelées dans une bordure dorée de l'écu, 1 et 4 comme en 1721, 2 et 3 en argent en diagonale à gauche est un tronc d'arbre rouge à trois branches tronquées (armoiries familiales). Deux casques comme 1721.

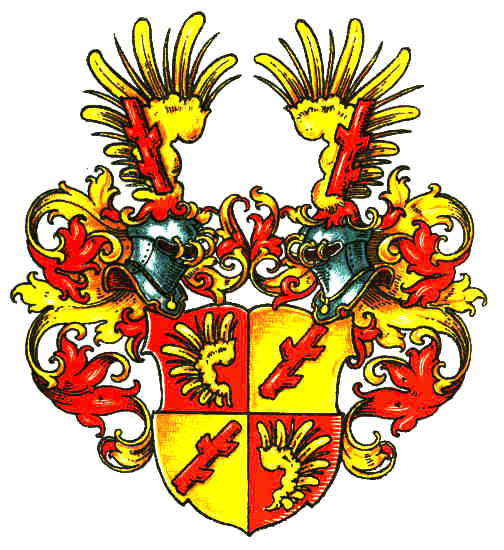
Armoiries des barons par Seherr-Thoß de 1721
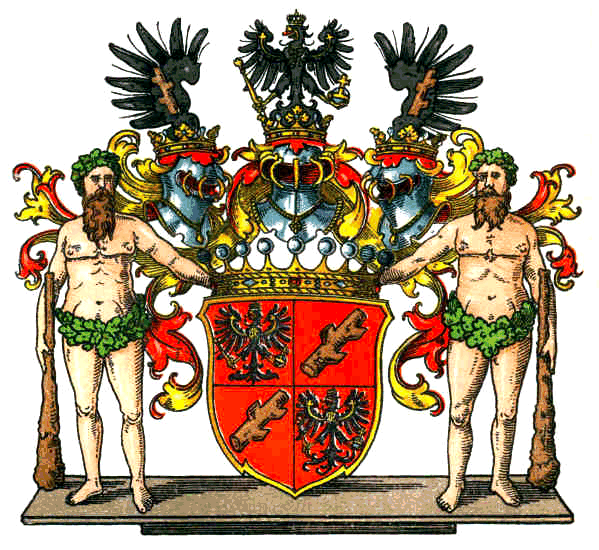
Armoiries des comtes de Seherr-Thoß de 1775
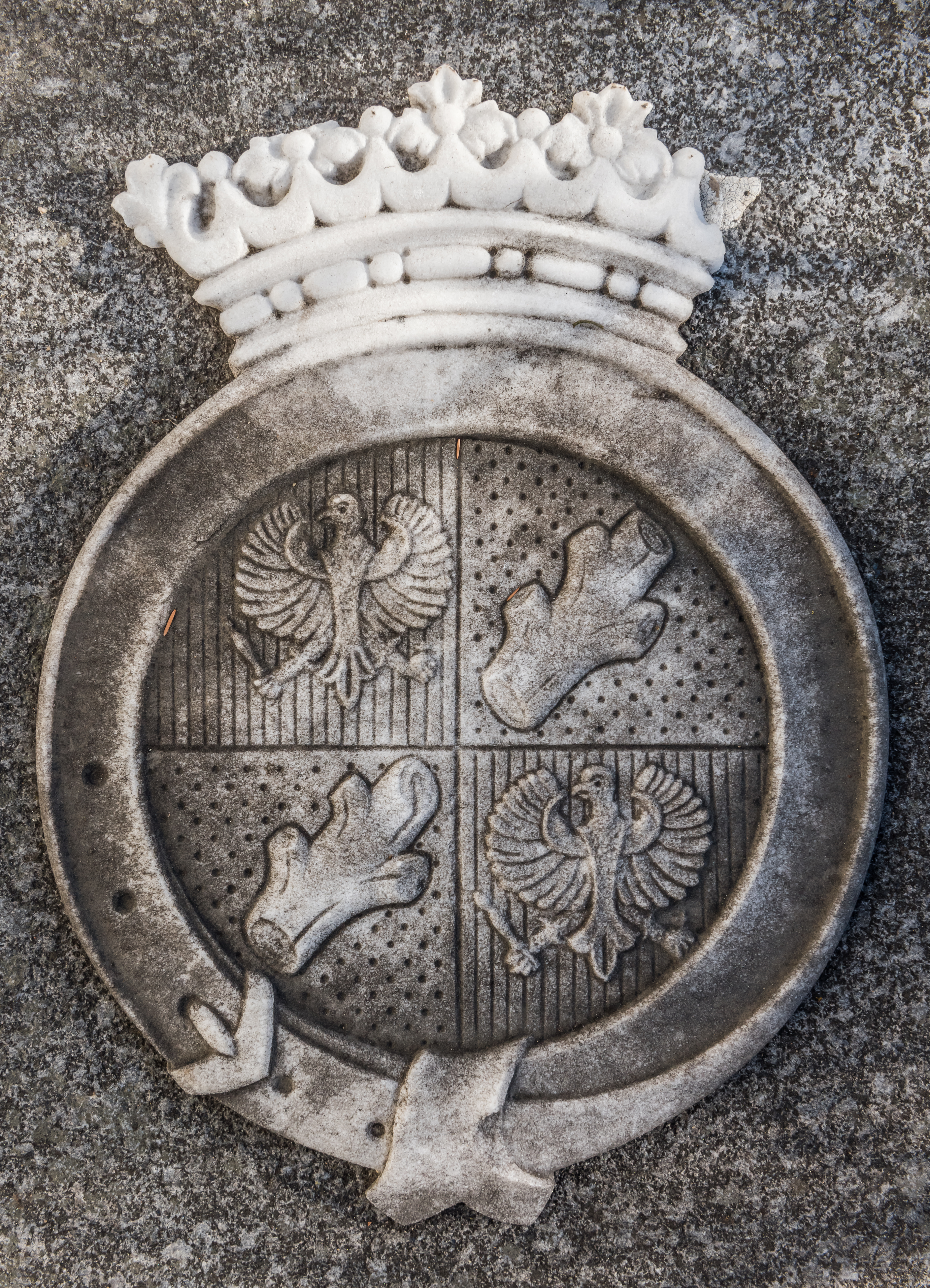
Armoiries de secours des comtes von Seherr-Thoß sur la crypte familiale de l'église filiale Saint-Ulrich, près du château de Krastowitz, Klagenfurt, Carinthie, Autriche
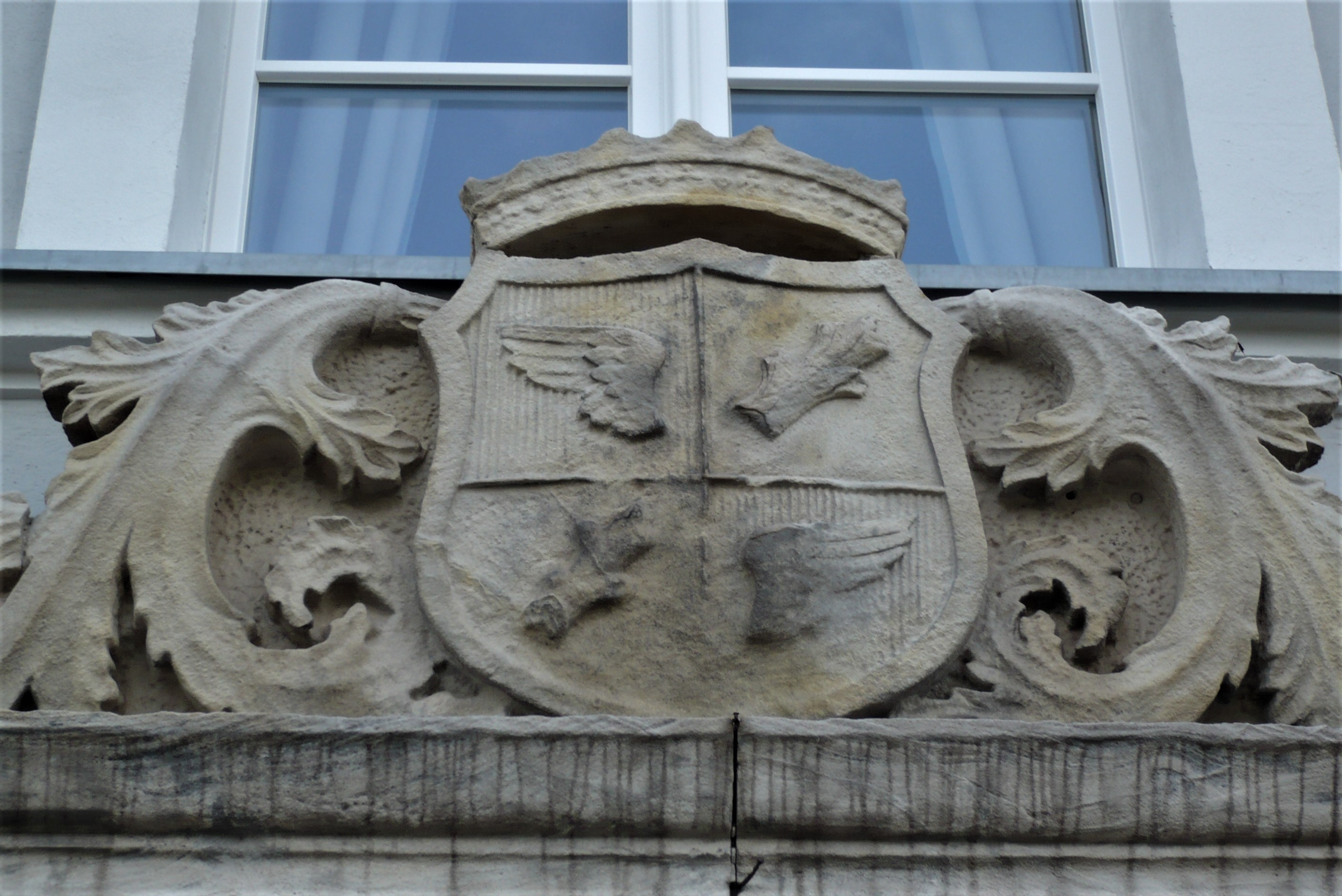
Allégement des armoiries au château de Kamnitz à Kamieniec, Basse-Silésie
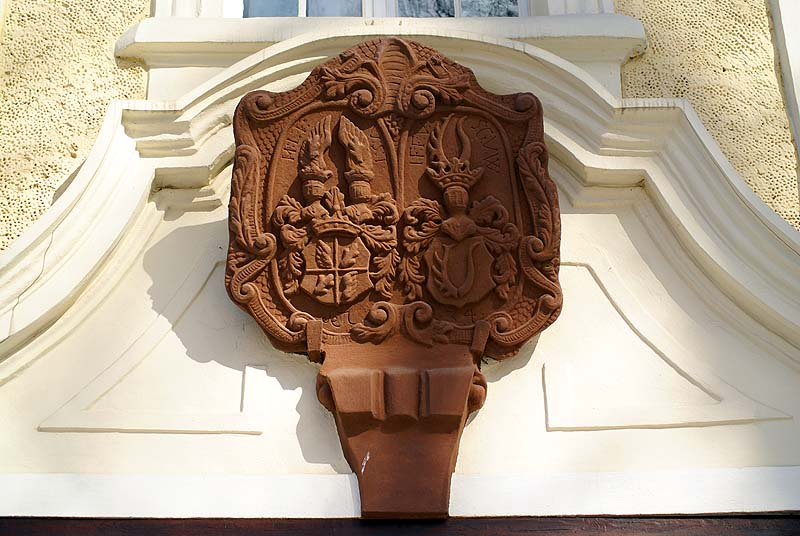
Allégement des armoiries au château d'Heinzendorf (de), Basse-Silésie

## Personnalités

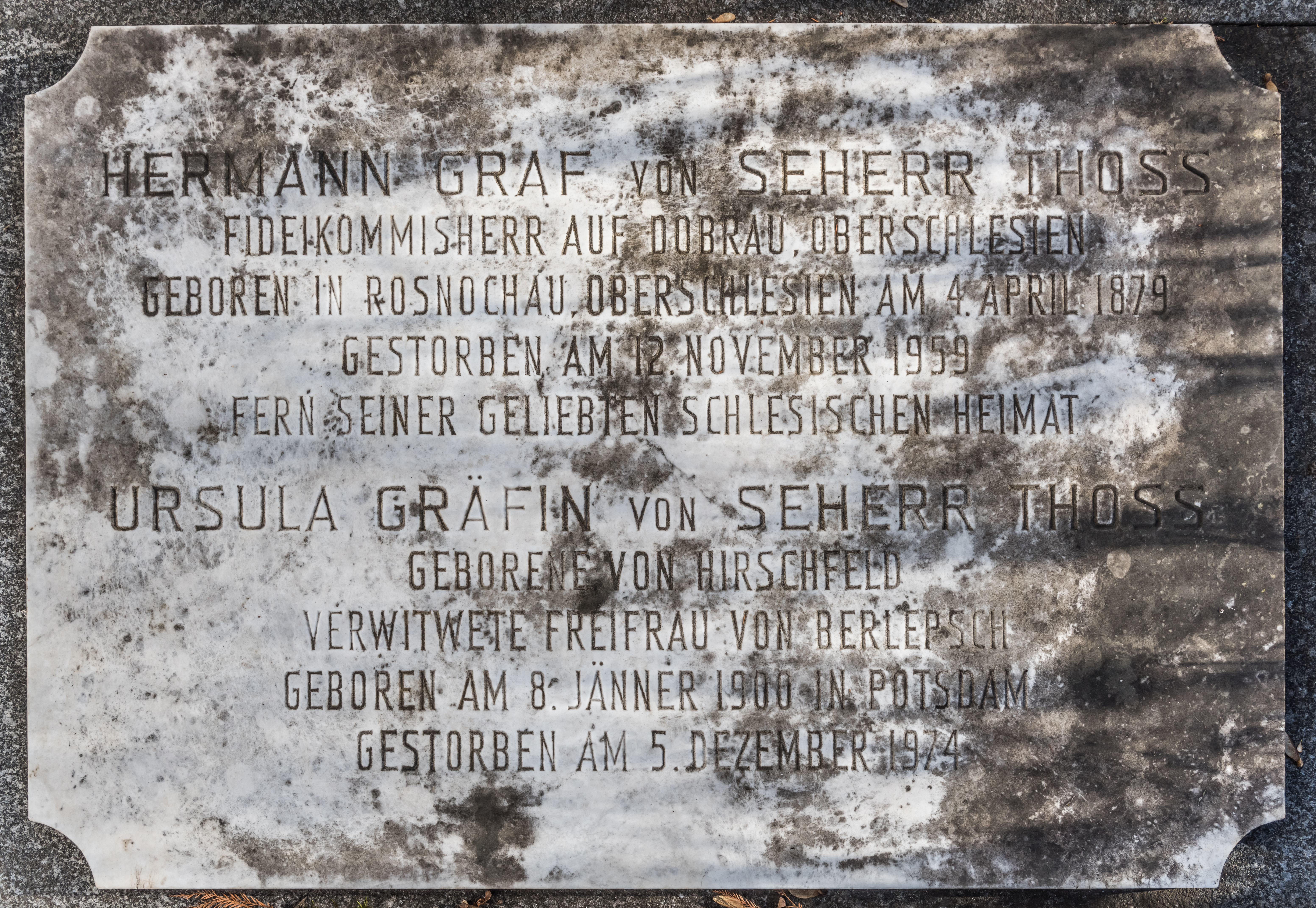
Dalle funéraire des comtes von Seherr-Thoss sur la crypte familiale à l'église filiale de Saint-Ulrich près du, Klagenfurt, Carinthie

- Johann Christoph von Seherr-Thoß (de) (1670–1743), maréchal impérial
- Carl Ferdinand baron von Seherr-Thoss (von Seherr et Kunern) sur Domanze (1678-1756)
- Johann Christian von Seherr-Thoß (mort en 1743), maréchal autrichien
- Carl Heinrich baron von Seherr-Thoss (1707-1754) propriétaire terrien
- Carl Ferdinand Sigmund baron von Seherr-Thoss (né le 3 décembre 1735) propriétaire terrien
- Baron Karl Ferdinand Siegmund von Seherr-Thoß (1754-1814), (seigneur de Primkenau de 1781 à 1791)
- Comte Ernst von Seherr-Thoß (de) (1786–1856), officier et propriétaire foncier
- Comte Friedrich von Seherr und Thoß (de) (1789–1857), officier prussien, administrateur de l'arrondissement de Bolkenhain et de l'arrondissement de Landeshut-en-Silésie,et propriétaire du manoir
- Hans von Seherr-Thoß, administrateur de l'arrondissement de Neustadt-en-Haute-Silésie (1830–1842)
- Carl von Seherr-Thoß (de) (1829-1892), administrateur de l'arrondissement de Glatz (1855–1892) et de l'arrondissement de Neisse (de) (1859–1895)
- Hermann von Seherr-Thoß (1810–1893), député de la chambre des seigneurs de Prusse
- Arthur Seherr-Thoß (de) (1820–1898), officier et homme politique prussien et hongrois
- Manfred von Seherr-Thoß (1827-1911), député de la chambre des seigneurs de Prusse
- Stanislaus von Seherr-Thoß (1827-1907), propriétaire prussien d'un fidéiscommis, avocat administratif et administrateur de l'arrondissement de Pless (de) (1855-1872)
- Roger von Seherr-Thoß (1851-1922), député de la chambre des seigneurs de Prusse
- Günther von Seherr-Thoß (1859–1926), propriétaire prussien d'un fidéiscommis, avocat administratif et administrateur de l'arrondissement de Grünberg-en-Silésie ainsi que président du district de Liegnitz (1902–1915)
- Lothar baron von Seherr-Thoß (1860-1938), général de division prussien
- Hermann von Seherr-Thoß (1879–1959), fidéicommis de Dobrau, Haute-Silésie
- Ernst Hans Christoph Theobald Graf von Seherr-Thoß (1882-1966), général de division allemand
- Hans Christoph von Seherr-Thoss (de) (1918-2011), journaliste et historien allemand